# Sleep (film, 2020)
 (avril 2021).
Si vous disposez d'ouvrages ou d'articles de référence ou si vous connaissez des sites web de qualité traitant du thème abordé ici, merci de compléter l'article en donnant les références utiles à sa vérifiabilité et en les liant à la section « Notes et références ».
 (avril 2021).
La mise en forme du texte ne suit pas les recommandations de Wikipédia : il faut le « wikifier ».
Les points d'amélioration suivants sont les cas les plus fréquents. Le détail des points à revoir est peut-être précisé sur la page de discussion.
- Les titres sont pré-formatés par le logiciel. Ils ne sont ni en capitales, ni en gras.
- Le texte ne doit pas être écrit en capitales (les noms de famille non plus), ni en gras, ni en italique, ni en « petit »…
- Le gras n'est utilisé que pour surligner le titre de l'article dans l'introduction, une seule fois.
- L'italique est rarement utilisé : mots en langue étrangère, titres d'œuvres, noms de bateaux, etc.
- Les citations ne sont pas en italique mais en corps de texte normal. Elles sont entourées par des guillemets français : « et ».
- Les listes à puces sont à éviter, des paragraphes rédigés étant largement préférés. Les tableaux sont à réserver à la présentation de données structurées (résultats, etc.).
- Les appels de note de bas de page (petits chiffres en exposant, introduits par l'outil «  Source ») sont à placer entre la fin de phrase et le point final[comme ça].
- Les liens internes (vers d'autres articles de Wikipédia) sont à choisir avec parcimonie. Créez des liens vers des articles approfondissant le sujet. Les termes génériques sans rapport avec le sujet sont à éviter, ainsi que les répétitions de liens vers un même terme.
- Les liens externes sont à placer uniquement dans une section « Liens externes », à la fin de l'article. Ces liens sont à choisir avec parcimonie suivant les règles définies. Si un lien sert de source à l'article, son insertion dans le texte est à faire par les notes de bas de page.
- La présentation des références doit suivre les conventions bibliographiques. Il est recommandé d'utiliser les modèles {{Ouvrage}}, {{Chapitre}}, {{Article}}, {{Lien web}} et/ou {{Bibliographie}}. Le mode d'édition visuel peut mettre en forme automatiquement les références.
- Insérer une infobox (cadre d'informations à droite) n'est pas obligatoire pour parachever la mise en page.

Pour une aide détaillée, merci de consulter Aide:Wikification.
Si vous pensez que ces points ont été résolus, vous pouvez retirer ce bandeau et améliorer la mise en forme d'un autre article.
Pour les articles homonymes, voir Sleep.
Pour plus de détails, voir Fiche technique et Distribution.
Sleep (Schlaf) est un film d'horreur allemand sorti en 2020. Il constitue le premier film du réalisateur Michael Venus, qui en a écrit le scénario avec Thomas Friedrich. Le film fait son apparition sur les écrans en février 2020 en Allemagne lors de la Berlinale Weltpremiere, puis en France au mois de mars 2021 lors du Festival international du film fantastique de Gérardmer.

## Synopsis
Marlene, une femme d'âge moyen, souffre de cauchemars récurrents et de visions intenses qui la hantent. Elle découvre que ces images correspondent à un hameau de montagne existant et s'y rend alors, afin d'éclaircir le mystère. Mais dès sa première nuit sur place, elle sombre dans la catatonie. Appelée au chevet de sa mère, sa fille Mona s'installe provisoirement dans le village pour accompagner sa guérison. Elle fait alors la connaissance des habitantes et des habitants de ce lieu froid et anxiogène. Alors qu'elle met à profit son temps sur place pour comprendre ce qui est arrivé à sa mère muette, elle découvre des secrets refoulés et éprouve les mêmes visions qu'elle.

## Fiche technique
- Titre : Sleep
- Titre original : Schlaf
- Réalisation : Michael Venus
- Scénario : Michael Venus et Thomas Friedrich
- Dates de sortie :
  - Allemagne : 29 octobre 2020[2]
  - France : mars 2021 (festival international du film fantastique de Gérardmer)

## Distribution
Sauf indication contraire, les informations mentionnées dans cette section peuvent être confirmées par la base de données cinématographiques IMDb,  présente dans la section « Liens externes ».
- Gro Swantje Kohlhof : Mona
- Sandra Hüller : Marlene
- August Schmölzer : Otto
- Marion Kracht : Lore
- Agata Buzek : Trude
- Max Hubacher : Christoph
- Martina Schöne-Radunski : Franzi
- Katharina Behrens : Bille
- Andreas Anke : Wolfram
- Benjamin Heinrich : Otto jeune
- Josefine Schäferhoff : Lore jeune
- Samuel Weiss : le médecin[3]

## Production
Le film est produit par Verena Gräfe-Höft, Junafilm et la ZDF. Il dispose d'un budget d'1,4 million d'euros, dont une partie de subventions : 180 000€ du ministère de la culture, 230 000€ du fonds de soutien au film allemand, 40 000€ du fonds hambourgeois pour le cinéma et 200 000€ de Normedia. Il est tourné du 8 avril au 7 mai 2019 à Hambourg, ainsi que 43 sites de tournages dans l'Harz
La musique est composée par Sebastian Damerius et Johannes Lehninger. Le montage est assuré par Silke Olthoff, les décors élaborés par Lena Mundt.

## Nominations
Le film est nommé au prix du Meilleur premier film de la GWFF à la Berlinale 2020, au prix du public du Festival international du film fantastique de Neuchâtel, et est retenu pour la compétition longs métrages lors de l'édition 2021 du Festival international du film fantastique de Gerardmer où il reçoit le prix spécial du jury à égalité avec Teddy de Ludovic et Zoran Boukherma.